# Ponte de Barcelos
A Ponte de Barcelos, também designada por Ponte medieval de Barcelos e Ponte sobre o Rio Cávado, localiza-se sobre o rio Cávado, entre as freguesias de Barcelinhos e Barcelos, Vila Boa e Vila Frescainha (São Martinho e São Pedro), na cidade e no Município de Barcelos, no Distrito de Braga, em Portugal.
Constituiu desde sempre um importante local de passagem para os peregrinos do Caminho Português de Santiago e para as grandes feiras que se realizavam em Barcelos desde a Alta Idade Média.
A Ponte de Barcelos está classificada como Monumento Nacional desde 1910.

## História
Terá sido erguida entre 1325 e 1328 por iniciativa de Pedro Afonso, conde de Barcelos, embora alguns autores refiram que a sua atual feição se deva a uma reconstrução empreendida por Afonso I, Duque de Bragança, da primitiva ponte ali existente.
Em 1801 a sua estrutura foi bastante abalada no seu lado norte pela queda da torre do Paço dos Condes de Barcelos, tendo sido necessário empreender grandes obras de recuperação.

## Características
A ponte é constituída por cinco arcos desiguais, sendo maiores e mais altos os que cobrem o meio do rio. Apresenta nos seu pilares, talha-mares de estilo gótico. Esta ponte tem de comprimento 100 metros, de altura 18 metros e de largura 15 metros, incluindo uma varanda para a passagem de peões. 